# Eresina masaka
Eresina masaka är en fjärilsart som beskrevs av Henry Stempffer 1962. Eresina masaka ingår i släktet Eresina och familjen juvelvingar. Inga underarter finns listade i Catalogue of Life.